# Eight O'Clock Walk
Pour plus de détails, voir Fiche technique et Distribution.
Eight O'Clock Walk est un film de procès britannique réalisé par Lance Comfort, sorti en 1954.

## Synopsis
À Londres un 1er avril, des enfants font des farces. Tom Manning, un chauffeur de taxi nouvellement marié, est l'objet d'une de ces farces. Une jeune fille, Irene Evens, fait semblant de pleurer et demande à Manning de l'aider à rechercher son chien. Manning, compatissant, lui donne son mouchoir et la suit dans une zone bombardée. Mais à un moment, elle lui crie poisson d'avril et s'enfuit. Manning fait semblant de la poursuivre, tombe par terre et la menace de son poing levé. Mme Zunz est témoin de cette scène.
De nouveau seule, Irene est en train de nourrir des canards en chantant un air à propos d'Old Bailey. Une ombre s'approche. Plus tard, des recherches sont faites pour retrouver la jeune fille, on la découvre  étranglée. Manning est arrêté. La police collecte les indices : le mouchoir, la boue sur le manteau de Manning, le témoignage de Mme Zunz. Elle dit qu'elle a vu Manning se battre avec Irene. Un certain Horace Clifford dit à la police qu'il a lui aussi vu Manning avec elle.
Sa femme Jill a du mal à convaincre des avocats de s'occuper de lui, mais finit par en trouver un jeune, Peter Tanner, qui la croit. Le procès se déroule cependant sans que rien vienne prouver l'innocence de Manning. Finalement un hasard permettra à Tanner de confondre Clifford, le véritable assassin, devant la cour.

## Fiche technique
- Titre original : Eight O'Clock Walk
- Réalisation : Lance Comfort
- Scénario : Katherine Strueby, Guy Morgan
- Direction artistique : Norman Arnold
- Décors : Eric Blakemore
- Costumes : Bill Smith
- Photographie : Brendan J. Stafford
- Son : Cecil Mason, Red Law
- Montage : Francis Bieber
- Musique : George Melachrino
- Production : George King
- Société de production : British Lion Film Corporation
- Société de distribution : British Lion Film Corporation
- Pays d'origine :  Royaume-Uni
- Langue originale : anglais
- Format : Noir et blanc  — 35 mm — 1,37:1 — son mono
- Genre : Film juridique
- Durée : 87 minutes
- Dates de sortie : Royaume-Uni : 16 mars 1954

## Distribution
- Richard Attenborough : Tom Manning
- Cathy O'Donnell : Jill Manning
- Derek Farr : Peter Tanner
- Ian Hunter : Geoffrey Tanner
- Maurice Denham : Horace Clifford
- Bruce Seton : Inspecteur principal
- Harry Welchman : Justice Harrington
- Kynaston Reeves : M. Munro
- Lily Kann : Mme Zunz
- Eithne Dunne : Mme Evans
- Cheryl Molineaux : Irene Evans